# Ołeksandr Szeweluchin
Ołeksandr Anatolijowycz Szeweluchin, ukr. Олександр Анатолійович Шевелюхін (ur. 27 sierpnia 1982 w Kozyniu) – ukraiński piłkarz występujący na pozycji obrońcy (wcześniej grywał także w linii pomocy), trener. W latach 2022–2025  II trener Lechii Gdańsk.

## Kariera klubowa
Szeweluchin jest wychowankiem Dynama Kijów, którego barw bronił w juniorskich mistrzostwach Ukrainy (DJuFL). Karierę piłkarską rozpoczął 18 czerwca 1998 w trzeciej drużynie Dynama, a 11 maja 1999 rozegrał pierwszy mecz w składzie Dynama-2 Kijów. Latem 2002 został wypożyczony do CSKA Kijów, skąd na początku następnego roku przeszedł do Krywbasa Krzywy Róg. W 2004 bronił barw klubów z Połtawy i Użhorodu, po czym wrócił do Krywbasa. W sezonie 2007/08 występował w zespole Illicziweć Mariupol. Następnie przeniósł się do FK Lwów, a w 2009 do Wołynia Łuck. Na początku 2010 został zawodnikiem PFK Sewastopol.
19 stycznia 2012 podpisał dwuletni kontrakt z Górnikiem Zabrze, którego członkiem był do 2018.

## Sukcesy
- Persza liha Mistrzostwo: 1999, 2000, 2001, 2008
- Druha liha Wicemistrzostwo: 1998
- Awans z Karkonoszami Jelenia Góra jako trener do III ligi w sezonie 2020/2021 po barażach z Lechią Dzierżoniów